# Jörg-Martin Pönnighaus
Jörg-Martin Pönnighaus (* 31. Oktober 1947 in Mennighüffen, heute Löhne) ist ein deutscher Schriftstellerarzt.

## Leben
Pönnighaus studierte Medizin in Gießen und arbeitete von 1975 bis 1977 in Sambia, von 1977 bis 1978 an der London School of Hygiene and Tropical Medicine und von 1979 bis 1992 in Malawi, wo er ein Lepra-Forschungsprojekt leitete. Von 1993 bis 1995 bildete er sich zum Hautarzt in Homburg weiter, war von 1996 bis 2001 Oberarzt an der Hautklinik des Vogtland-Klinikums in Plauen und leitete von 2002 bis 2008 ein Krankenhaus in Tansania. Von 2009 bis 2012 arbeitete er wieder am Vogtland-Klinikum.
2012 ging er in den Ruhestand und widmete sich seinen literarischen Werken. Da die Medizin ihn nie wirklich losließ, arbeitet bis zur Schließung in der dermatologischen Abteilung der BG Klinik Falkenstein. Zudem reiste er zu humanitären Einsätzen auf die Philippinen und dreimal für sechs Wochen in die Slums von Kolkata. Sein bisher letzter Einsatz mit German Doctors führt ihn 2022 zum zweiten Mal nach Bangladesh. Seit dem Frühjahr 2023 kehrte er für ein Jahr in die Dermatologie am Vogtlandklinikum Plauen zurück. Seine literarischen Werke (Prosa und Lyrik) sind seit seiner Rückkehr aus Afrika und der Aufarbeitung der dortigen Erlebnisse geprägt von den täglichen Geschichten seiner Mitmenschen. Die Erlebnisse seiner Patienten im Zweiten Weltkrieg prägen genau wie die letzten Auslandserfahrungen sein aktuelles Werk. Mit seinem Werk "Drei Frauenleben" veröffentlicht der Autor 2023 erstmals Kurzgeschichten. 2024 kehrt er kurzzeitig als Gutachter des Senior Expert Service zurück nach Afrika. Aktuell arbeitet er auf der Palliativstation des Helios Vogtlandklinikums in Plauen.
2021 wurde Jörg-Martin Pönnighaus bei dem literarischen Wettbewerb der Landeszentrale für Politische Bildung Sachsen mit seiner Kurzgeschichte "Wendepunkte eines alten Lebens" mit dem ersten Preis ausgezeichnet.
2022 erhielt er den Vogtländischen Literaturpreis für Belletristik verliehen von der Vogtländischen Literaturgesellschaft „Julius Mosen“.

## Veröffentlichungen
PD Dr. med. Jörg-Martin Pönnighaus veröffentlichte fast 100 Artikel in medizinischen Fachzeitschriften und diverse Kapitel in dermatologischen, infektiologischen und tropenmedizinischen Büchern.
Literarisches Werk:
- Erzählungen – siebzig Gedichte. Bläschke Verlag, 1981, ISBN 3-7053-1511-0.
- Namwala – Aufzeichnungen aus einem District in Afrika. Bläschke Verlag, 1984, ISBN 3-7053-1699-0.
- Spätnovemberlicht: Lyrik. R. G. Fischer, Frankfurt 1986, ISBN 3-88323-866-X.
- Schattierungen im Grau: Lyrik. R.G. Fischer, 1987, ISBN 3-88323-875-9.
- Seine Frau sei behext: Alltägliche Geschichten aus Afrika und Europa. R. G. Fischer, 1988; ISBN 3-88323-964-X.
- Regenzeit: Gedichte aus Afrika und Europa. R. G. Fischer, 1990, ISBN 3-89406-154-5.
- Homburger Tage: Lyrik. R. G. Fischer, 1993, ISBN 3-89406-626-1.
- Makellos muss Haut sein: Lyrik. R. G. Fischer, 1994, ISBN 3-89501-074-X.
- Das Licht und der Staub und der Wind: Kurzgeschichten. R. G. Fischer, 1986. (2. Auflage. 1996, ISBN 3-89501-334-X)
- Täglich wart' ich auf den Pferdefuss: Lyrik. R. G. Fischer, 1998, ISBN 3-89501-646-2.
- Nachmittag in Quelimane: Lyrik. R. G. Fischer, 2004, ISBN 3-8301-0651-3.
- Am Bahnhof und andere Geschichten. Haag + Herchen, 1999, ISBN 3-86137-328-9.
- Haarausfall macht Tränen: Lyrik. Haag + Herchen, 1999, ISBN 3-86137-366-1.
- Schwer ist es, Toten das letzte Geleit zu geben: Lyrik. R. G. Fischer, 2000, ISBN 3-89501-947-X.
- Das Gerücht vom zurückgelassenen Zauber : Aufzeichnungen und Geschichten aus Zentralafrika. Wolkenstein Verlag, Köln 2000, ISBN 3-927861-62-6.
- Selbst den Tod muß man sich verdienen: Lyrik. Scheffler, Herdecke 2001, ISBN 3-89704-174-X.
- Kilombero Ebene: Lyrik. R. G. Fischer, 2005, ISBN 3-8301-0795-1.
- Am Furura: Lyrik. R. G. Fischer, 2007, ISBN 978-3-89950-235-0.
- Lugala: Lyrik. R. G. Fischer, 2008, ISBN 978-3-89950-387-6.
- Tagewerk in Lugala: Lyrik. R. G. Fischer, 2009, ISBN 978-3-89950-483-5.
- Skizzen einer Zeit: Gedichte. Edition Exemplum. Athena-Verlag, 2013, ISBN 978-3-89896-523-1.
- Bei abnehmendem Mond: Aufzeichnungen aus dem Lugala-Krankenhaus in Tansania. Edition Exemplum. Athena-Verlag, 2013, ISBN 978-3-89896-540-8.
- Reisen zum Ende der Welt: Gespräche mit Sterbenden. Athena-Verlag, 2014, ISBN 978-3-89896-581-1.
- Auf leisen Sohlen: Gedichte. Athena-Verlag, 2015, ISBN 978-3-89896-606-1.
- Tanzende Tage: Gedichte. edition Exemplum. Athena-Verlag, 2016, ISBN 978-3-89896-640-5.
- Vom Sterben vom Wind gegen Mittag: Gedichte. edition exemplum. Athena-Verlag, 2017, ISBN 978-3-89896-689-4.
- 1945 oder Vögel singen auch in Ruinen: Geschichten von kleinen Leuten zu Kriegsende. Concepcion Seidel, 2017, ISBN 978-3-86716-139-8.
- Sehnsucht einer Turmuhr. concepcion Seidel, 2018, ISBN 978-3-86716-169-5.
- Kalkutta oder eine Ziege für Kali. concepcion Seidel, 2018, ISBN 978-3-86716-152-7.
- In: Florian Steger (Hrsg.): Am Skalpell war noch Tinte: Literarische Medizin. marix Verlag, 2018, ISBN 978-3-7374-1097-7.
- Krishna mit Flöte oder Kalkutta II. conception Seidel, 2019, ISBN 978-3-86716-181-7
- Maduli oder Kalkutta III, 2019 (unveröffentlicht – nur privat über JM Pönnighaus)
- Schattensaiten. conception Seidel, 2019, ISBN 978-3-86716-189-3
- In den Pappeln raschelt der Wind: edition exemplum. Athena-Verlag, 2020, ISBN 978-3-7455-1088-1
- Savar, Dhaka, Bangladesh oder Klappern gehört zum Geschäft, 2020 (unveröffentlicht – nur privat über JM Pönnighaus)
- Schatten der Zeit: Athena-Verlag, 2020, ISBN 978-3-7455-1094-2
- Auf der Suche nach der unendlichen Zeit – Gedichte aus der Sahara: Athena Verlag, 2021, ISBN 978-3-7455-1110-9
- Corona – die Rückkehr der Pest. Edition Freiberg, 2021, ISBN 978-3-948472-29-0
- Wanderungen im Dämmerlicht: Gedichte. edition Exemplum. Athena-Verlag, 2021, ISBN 978-3-7455-1115-4
- Unzeit: Gedichte. edition Exemplum. Athena-Verlag, 2022, ISBN 978-3-7455-1139-0
- Wo der Muezzin ruft – Aufzeichnungen eines Arztes aus Dhaka – Savar 2022. coception Seidel, 2023, ISBN 978-3-86716-250-0
- Drei Frauenleben, Athena Verlag, 2023, ISBN 978-3-7455-1148-2
- Begegnungen am Fluss – Kurzgeschichten; Athena Verlag, 2024, ISBN 978-3-7455-1168-0
- Meißner Land oder Scharfenberger Tage – Gedichte. Athena Verlag, 2025, ISBN 978-3-7455-1197-0